# 骁骑将军
骁骑将军，中国古代禁卫军军官名。
东汉改屯卫为骁骑。曹魏置为中军，骁骑将军为杂号将军之一。西晋置骁骑营，骁骑将军领营兵，秩四品。掌管宫掖及京城宿卫。所领之兵与领军、护军、左卫、右卫、游击合称六军。南北朝都设置骁骑将军，有左右骁骑。西魏置骁卫将军，位在车骑将军之上。隋唐左骁卫、右骁卫的将军也称骁骑将军。清代八旗都有骁骑营，由各旗都统直接统辖。骁骑营之士兵名马甲，亦称骁骑。